# 彭海贵
彭海贵（1916年—2001年6月19日），男，江西吉水人，中华人民共和国军事人物，曾任中国人民解放军铁道兵副司令员、参谋长。